# Туомиоя, Эркки
Э́ркки Са́кари Ту́омиоя (фин. Erkki Sakari Tuomioja; род. 1 июля 1946, Хельсинки, Финляндия) — финский политик, социал-демократ; министр иностранных дел Финляндии в 2011−2015 годах.

## Биография
Эркки Туомиоя родился 1 июля 1946 года в Хельсинки в семье финского политика — Сакари Туомиоя, премьер-министра Финляндии в 1953—1954 годах.
В 1971 году защитил магистерскую диссертацию в области политических наук в университете Хельсинки, а в 1974 году — диссертацию в области экономики.
В 2006 году стал лауреатом литературной премии «Финляндия» за книгу «Häivähdys punaista» (с фин. — «Проблеск красного»).
В 2007 году Эркки Туомиоя открыто высказал свои атеистические взгляды, заявив, что церковь должна быть отделена от государства, а теологические факультеты необходимо исключить из высших и средних учебных заведений.

### Политическая деятельность
С 1970 по 1979 и с 1991 года — депутат финского парламента.
С 25 февраля 2000 по 19 апреля 2007 года занимал пост министра иностранных дел в правительствах Пааво Липпонена, Аннели Яаттеэнмяки и Матти Ванханена.
22 июня 2011 года при формировании нового кабинета министров Туомиоя был вновь назначен министром иностранных дел Финляндии.

## Семья
- Дед — Суло Вуолийоки, финский социал-демократ, личный друг Ленина
- Бабушка — Хелле Вуолийоки (фин. Hella Wuolijoki, род. в Эстонии в 1886 году, скончалась в 1954 году), с 1908 года замужем за финским политиком Суло Вуолийоки. Автор цикла пьес о жителях усадьбы Нискавуори. Придерживалась левых взглядов и в 1943 году была приговорена к пожизненному заключению по обвинению в связи с советской разведкой. Вышла на свободу после завершения войны Финляндии с СССР и возглавила государственную радиовещательную компанию, а позднее стала депутатом парламента[7].
- Отец — Сакари Туомиоя (1911—1964), премьер-министр Финляндии в 1953—1954.
- Мать — Ваппу Иллике Туомиойя (урожденная Вуолийоки), дочь писательницы Хеллы Вуолийоки.
- Брат — Туули Туомиойя
- Жена — Марья-Хелена Райала (фин. Marja Helena Rajala).